# Ferran Rodés i Vilà
Ferran Rodés i Vilà (Barcelona, 1 d'agost del 1960) és un empresari català. És vicepresident d'Havas Media, conseller delegat d'Acciona i cofundador i president del Consell Editorial del diari Ara. És el primer dels cinc fills de l'advocat i empresari Leopold Rodés Castañé (1935-2015). El 20 de març del 2012 la Generalitat de Catalunya va anomenar Ferran Rodés president del Consell Assessor per al Desenvolupament Sostenible (CADS).
Llicenciat en Ciències Econòmiques per la Universitat de Barcelona (UB) i amb diversos cursos de formació especialitzada al Gresham College, IESE i la Universitat Stanford, entre d'altres. Va començar la seva carrera professional l'any 1985 al banc americà Manufacturers Hanover Trust i va continuar, l'any 1990, a Banesto, on va fundar la Direcció de Banca Corporativa a Barcelona. El 1991 va crear i dirigir el nou departament de Banca de Negocis a la seu de Banesto a Madrid.
El 1994 és nomenat conseller delegat del grup Media Planning. També ha estat conseller delegat de Havas Media i ha ocupat càrrecs d'alta direcció en empreses del Grup Havas, un dels principals grups globals de comunicació, màrqueting i publicitat. La primavera de 2006 és nomenat conseller delegat del grup, càrrec que exerceix fins al març de 2011, quan n'és nomenat vicepresident. És conseller d'Acciona i president del seu Comitè de Nomenaments i Retribucions i vocal del Comitè de Sostenibilitat. És president de Neometrics i conseller d'empreses del seu grup familiar com ISP, In-Store Media, Acceso. També és fundador del diari Ara i president del seu consell editorial des del juny del 2012, en substitució d'Oriol Soler. El 2022 va substituir el filòsof Xavier Antich en la presidència del patronat de la Fundació Antoni Tàpies.
Viu a Barcelona, té cinc fills i està casat amb Maria Macaya.